# Ravet-Anceau
Pour les articles homonymes, voir Ravet et Anceau.
Ravet-Anceau est une ancienne société d'édition du département du Nord, fondée en 1853 à Lille par Jean-Baptiste Ravet-Anceau et, à l'origine, spécialisée dans l'édition d'annuaires.

## Description
L'activité principale de Ravet-Anceau est l'édition de plans de villes, d'annuaires professionnels et de guides dans le ressort des départements du Nord et du Pas-de-Calais.
En 1886, l'éditeur établit le premier inventaire des estaminets dans son Annuaire du Nord.
Le directeur des archives du Nord, Pietresson de Saint-Aubin (1895-1981), est mentionné comme collaborateur des notices historiques de l'Annuaire.
En 1930, le siège social est au 52, rue Esquermoise à Lille.
Le succès local de l'annuaire est marqué par les références qui en sont faites dans les essais, mémoires et diverses études concernant la capitale des Hauts de France menées dans le dernier quart du XXe siècle.
Les plans de Lille Métropole paraissent dans leur 22e édition en 2017, pour la dernière fois.
La société a déjà auparavant diversifié son activité dans l'édition de romans policiers à thème (Polars en Nord et Polars en région), de romans sentimentaux (Euphoria), de romans historiques régionaux (Romans d'ici), de livres d'histoire illustrés (Patrimoine et histoire locale) et de livres d'histoire contenant davantage de textes (Coulisses de l'histoire régionale), de livres de cuisine (Collection cuisine Ravet-Anceau), et d'une collection Guide Pratique comprenant un guide des estaminets.
Son siège social est situé rue de Fives, à Villeneuve-d'Ascq.
Ravet-Anceau est radiée du registre national des entreprises depuis le 6 avril 2022.

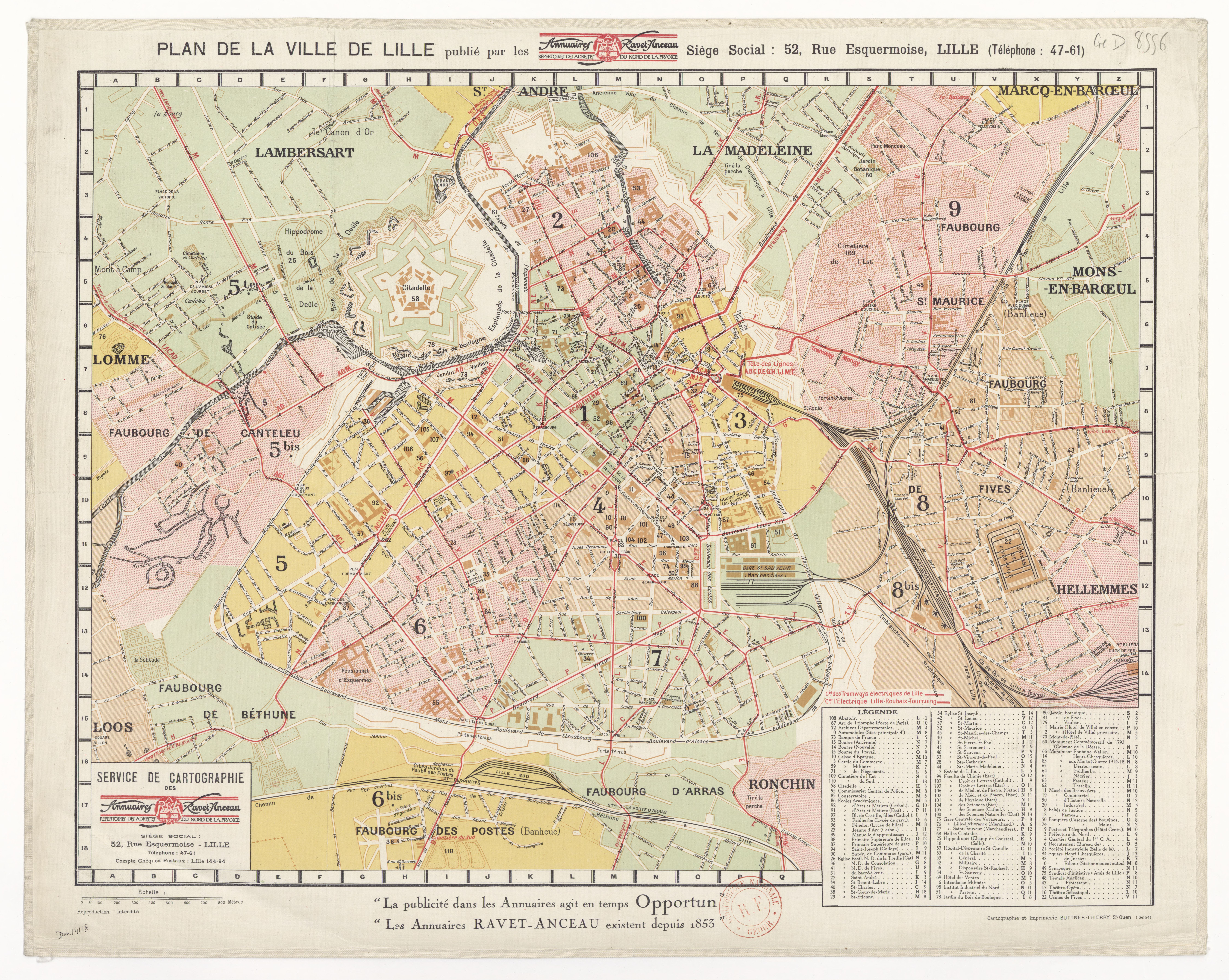
Plan de Lille - 1930. Le slogan est en partie inférieure (source BnF).

Dorénavant, la reproduction à la demande des cartes du fonds créé sous l'égide de Ravet-Anceau revient au groupe Quatra's Reprographie qui est propriétaire de la marque.
La députée Sandrine Rousseau fait éditer ses ouvrages par Ravet-Anceau, de même que le romancier dunkerquois Maxime Gillio ou la romancière Éléna Piacentini.